# Amstel Gold Race 1979
La 14ª edición de la Amstel Gold Race se disputó el 14 de abril de 1979 en la provincia de Limburg (Países Bajos). La carrera constó de una longitud total de 237 km, entre Heerlen y Meerssen.
El vencedor final fue el holandés Jan Raas (TI-Raleigh-Mc Gregor) fue el vencedor de esta edición al imponerse en solitario en la línea de meta de Heerlen. El también holandés Henk Lubberding (TI-Raleigh-Mc Gregor) y el sueco Sven-Åke Nilsson ( Miko-Mercier-Vivagel) fueron segundo y tercero respectivamente. 
Esta fue la tercera victoria de Raas en esta carrera de las cinco que conseguiría.

## Clasificación final
| Pos. | Ciclista           | Equipo                | Tiempo     |
| ---- | ------------------ | --------------------- | ---------- |
| 1    | Jan Raas           | TI-Raleigh-Mc Gregor  | 5h 59' 56" |
| 2    | Henk Lubberding    | TI-Raleigh-Mc Gregor  | + 39"      |
| 3    | Sven-Åke Nilsson   | Miko-Mercier-Vivagel  | m. t.      |
| 4    | Willy Teirlinck    | KAS-Campagnolo        | + 1' 06"   |
| 5    | Joop Zoetemelk     | Miko-Mercier-Vivagel  | m. t.      |
| 6    | Michel Laurent     | Peugeot-Esso-Michelin | m. t.      |
| 7    | Frits Pirard       | Miko-Mercier-Vivagel  | + 1' 13"   |
| 8    | Lucien van Impe    | KAS-Campagnolo        | + 1' 40"   |
| 9    | Claude Criquielion | KAS-Campagnolo        | m. t.      |
| 10   | René Martens       | Flandria-Ça va seul   | m. t.      |